# Kigali

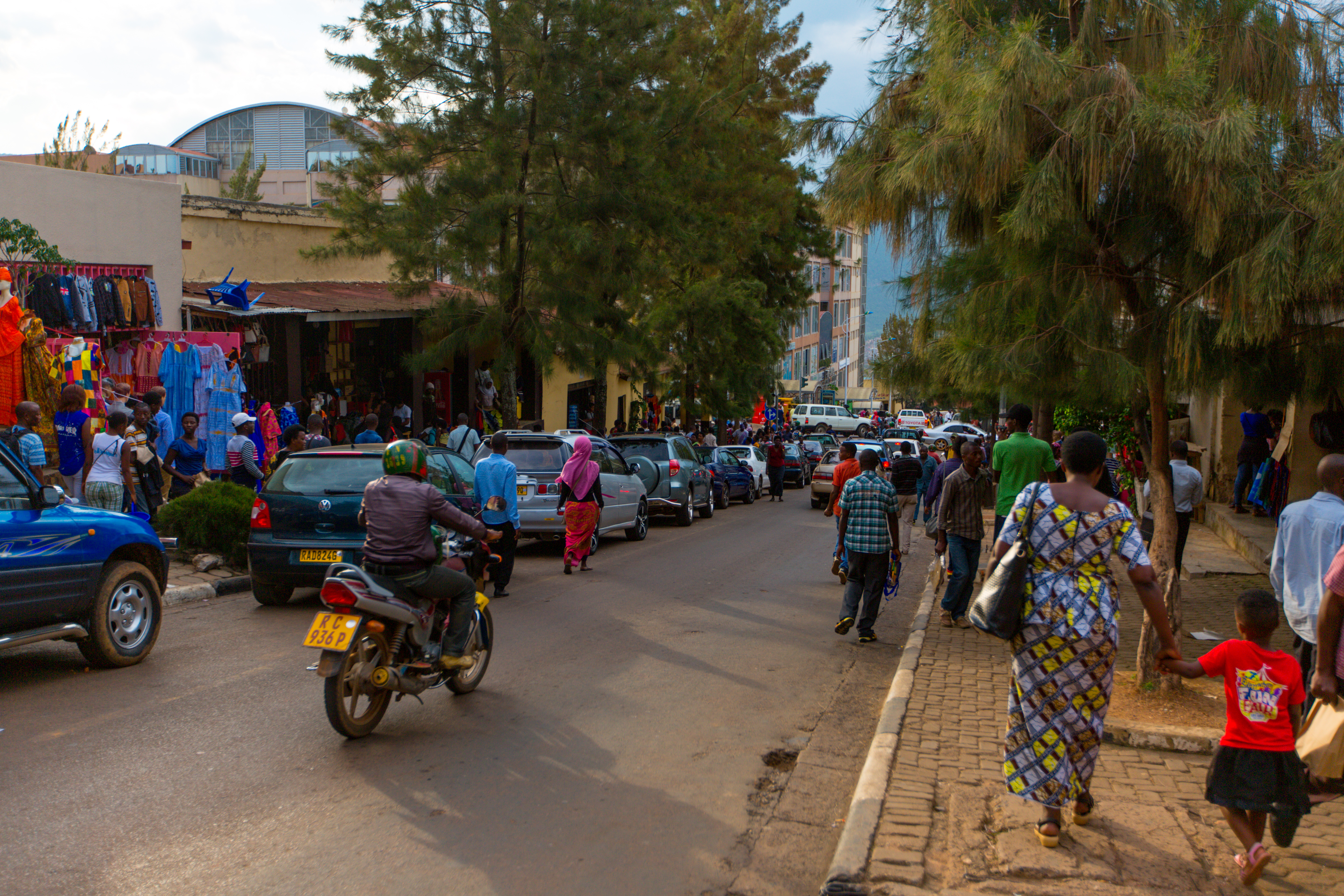
Centrum Kigali (2016)

Kigali je hlavní a největší město Rwandy. Nachází se v blízkosti geografického středu země v oblasti zvlněných kopců, s řadou údolí a hřebenů spojených strmými svahy. Jako město je Kigali kulturním, ekonomickým a dopravním uzlem Rwandy od doby, kdy se stalo hlavním městem po nezávislosti na belgické nadvládě v roce 1962.
V roce 2013 zde byla založena Univerzita v Kigali.
Diplomatické zastoupení České republiky zde zajišťuje Honorární konzulát.

## Historie
Město bylo založeno roku 1907 v době německé koloniální vlády. Kigali bylo obchodním centrem (po roce 1895) během německé koloniální správy a stalo se regionálním centrem během belgického koloniálního období (1919–1962). To se stalo hlavním městem po nezávislosti Rwandy v roce 1962. V roce 1994 byly tisíce Tutsiů v Kigali zabity hutuskými gangy a rwandskou armádou - rwandská genocida.

## Vývoj počtu obyvatel
Kigali mělo v roce 2007 716 725 obyvatel, v roce 2012 zde žilo již 855 599 lidí. K roku 2023 zde žije kolem 1 247 551 obyvatel.
| Rok            | Obyvatelé |
| -------------- | --------- |
| 1978 (sčítání) | 116 227   |
| 1991 (sčítání) | 237 782   |
| 2002 (sčítání) | 596 348   |
| 2007 (odhad)   | 716 725   |
| 2012 (odhad)   | 855,599   |